# Alsamixer

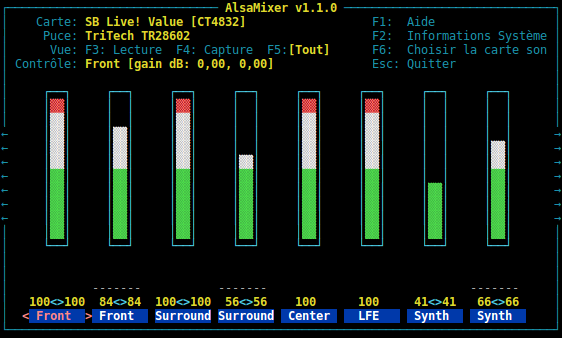
Uma screenshot do alsamixer v.1.0.20

Alsamixer é um programa de mixer tipo CLI (que emula uma interface gráfica) para Advanced Linux Sound Architecture (ALSA) que é usado para configurar som e ajustar o volume. Possui uma interface de usuário  ncurses, e por isso não requer o X Window System. alsamixer suporta multiplas placas de som com múltiplos devices.

## Opções de linha de comando
| Opção                                                                                         | Descrição                                                                                       |
| -h, --help                                                                                    | Help: mostra flags disponíveis.                                                                 |
| -c <sound card number or identification>, --card=<sound card number or identification>        | Seleciona a placa de som, se você tiver mais de uma. Elas sõ numeradas a partir de 0 (default). |
| -D <mixer device name>, --device=<mixer device name>                                          | Seleciona o mixer device para controlar.                                                        |
| -a <mixer abstraction level: none/basic>, --abstraction=<mixer abstraction level: none/basic> | Alterna as cores.                                                                               |
| -g, --no-color                                                                                | Alterna as cores.                                                                               |
| -V <view mode>, --view=<view mode>                                                            | Seleciona o modo de visão inicial, entre playback, captura or todos.                            |

## Mixer
O canto superior esquerdo do alsamixer é a área onde mostra algumas informações básicas: o nome da placa, o nome do mixer, o modo de exibição atual e o item mixer selecionado no momento. Quando o item mixer é desligado, "Off" é exibido em seu nome.
Barras de volume estão localizadas abaixo da área de informações básicas. Você pode usar o direcional esquerda/direita quando todos os controles não podem ser visualizados em uma única tela. O nome de cada controle é mostrado na parte inferior por baixo das barras de volume. O item selecionado atualmente é desenhado em vermelho e / ou enfatizado.
Cada controle de mixer com capacidade de volume mostra um box e o volume atual preenchido neste box. A percentages de volume está disposta abaixo da barra de volume para canais à esquerda e à direita. Para um controle mono, somente um valor é mostrado.
Quando um controle de mixer é desligado, M ("mudo") aparece abaixo da barra de volume. QUando é ligado, "O" em verde aparece. Você pode alternar isso através da tecla m.
Quando um controle de mixer tem a capacidade de captura, a flag "capture" aparece abaixo da barra de volume também. Quando a captura está desligada, ------- é mostrado. "CAPTURE" em vermelho aparece quando a captura está ligada. Adicionalmente, as letras L e R aparecem dos lados esquerdo e direito para indicar que os canais esquerdo e direito também estão ligados.

### Controle do modo de visão
Teclas de função  são usadas para mudar o modo de visão. Você pode mudar para o modo help e o modo proc info via teclas F1 e F2, respectivamente. 
F3, F4 e F5 são usadas para mudar para  os modos playback, captura e visão geral, respectivamente. Tecla Tab  alterna o modo de visão atual circularmente.

### Sair
Feche o programa com ALT+Q, ou digitando a tecla Esc. 